# Ригсар

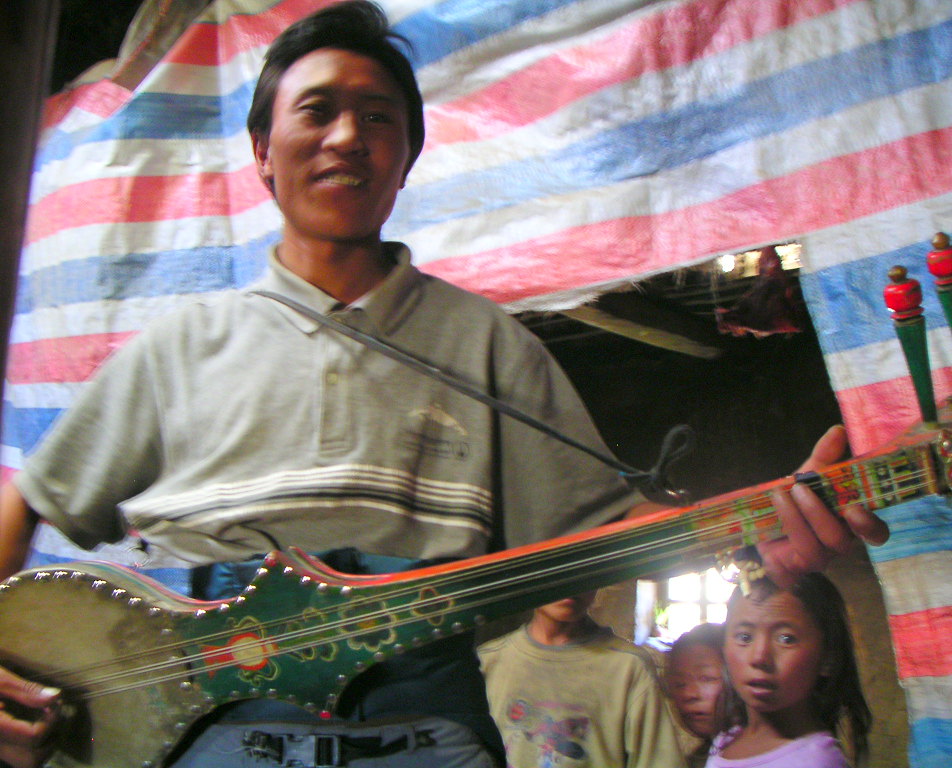
Музыкант играет на драньене

Ригсар (дзонг-кэ རིག་གསར་, вайли rig-gsar, лат. rigsar; «новая идея») — музыкальный жанр, преобладающее направление популярной музыки в Бутане. Исполняется на драньене (вид струнного инструмента), и возник в 1960-е годы. Первая песня в жанре ригсар — Zhendi Migo — была копией популярной песни Sayonara из болливудского фильма «Любовь в Токио». Песни в жанре ригсар исполняют на нескольких языках, в том числе на цангла (шарчоп-кха).
Традиционный драньен, разновидность народной гитары, для исполнения поп-музыки был переделан в ригсар-драньен. Ригсар-драньен имеет 15 струн, два нижних порожка и дополнительные колки для настройки инструмента.
На протяжении 1970-х годов популярность ригсара постепенно возрастала, развивались современные формы жанра. Большое влияние на развитие жанра оказала песня Dorozam, которую написал и исполнил школьный учитель дашо Тинлей. Ригсар стал очень популярным в 1981 году, когда Шера Лендуп стал поп-звездой, исполнив песню Nga khatsa jo si lam kha lu. Его песня Ngesem Ngesem 1986 года также имела успех, и он стал первым бутанским музыкантом, который начал использовать синтезатор. К концу 1980-х годов популярность ригсара стала снижаться, пока не был создан лейбл Norling Drayang, который выпустил более 130 альбомов. Прорывом для Norling Drayang стал релиз альбома Pangi Shawa, который заложил основу будущего развития. В начале 1990-х годов в жанр было добавлено больше электронных элементов, часто стали использовать электрогитары и электробарабаны. В 1996 году Суреш Моктан выпустил альбом New Waves, который стал самым кассовым альбомом Бутана.
Многие жители Бутана не любят этот жанр за простые, повторяющиеся мелодии, которые, как правило, являются копиями индийских популярных песен, или потому, что ригсар не попал под влияние традиционной бутанской музыки.